# جون براينت
جون براينت (بالإنجليزية: John Bryant)‏ هو سياسي أمريكي، ولد في 1958، وتوفي في 12 فبراير 2011. انتخب عضو مجلس نواب أوكلاهوما.